# Żerań Mały
Żerań Mały (prononciation : [ˈʐɛraɲ ˈmawɨ]) est un village polonais de la gmina d'Olszewo-Borki dans le powiat d'Ostrołęka de la voïvodie de Mazovie dans le centre-est de la Pologne.
Il se situe à environ 8 kilomètres au sud d'Olszewo-Borki (siège de la gmina), 9 kilomètres au sud-ouest d'Ostrołęka (siège du powiat) et à 94 km au nord de Varsovie (capitale de la Pologne).
Le village compte approximativement une population de 102 habitants.

## Histoire
De 1975 à 1998, le village appartenait administrativement à la voïvodie d'Ostrołęka.